# Géraldine Kosiak
Géraldine Kosiak (* 1969 in Lons-le-Saunier, Departement Jura) ist eine französische Künstlerin und Schriftstellerin.

## Leben
Béatrice Coron stammt aus Lons-le-Saunier, der Hauptstadt des französischen Departements Jura, und studierte an der Ecole des Beaux-Arts in Lyon.
Ihre Werke wurden in Frankreich, den USA, in Japan und Italien ausgestellt. Das Buch J’ai peur wurde ins Französische und ins Englische übersetzt.

## Bücher
- Au travail. Les Cahiers Dessinés, 2013.
- La croisée des errances – Jean-Jacques Rousseau entre fleuve et montagnes. La Fosse aux Ours. 2012.
- Contes de grenouilles, mit Muriel Bloch, Albin Michel. Jeunesse. 2011.
- Itak et la baleine , miz Bernard Chèze imd Seuil Jeunesse. 2008.
- Japon – 206 vues photographiques. Seuil. 2007.
- Catalogue 0,25., Seuil. 2005.
- Catalogués. ENSBA. 2004.
- Mon grand-père. Seuil. 1998.
- Quality Street. Astérides. 1998.
- Tengo miedo. Editorial Juventut. 1998.
- Champs libre. FRAC Franche-Comté. 1997.
- I’m afraid. Tabory et Chang. 1997.
- J’ai peur. Seuil. 1995.

## Einzelausstellungen
- Chikama, International Manga Museum, Kyoto, 2012.
- Ima, Zou-no-hana Terrace, Yokohama, 2012.
- Avec l'âge, Théâtre Forum Meyrin, Genève, 2009.
- Hybrid, Le Rendez-vous Toyota, Espace Toyota, Paris, 2008.
- Je bouge à une vitesse normale, Espace Arts Plastiques de Vénissieux, 2008.
- Textes & dessins, Rochefort, 2006.
- Making Books, Bibliothèque de l'ENSBA, Lyon, 2004.
- Du nerf, Ateliers Malako, Lyon, 2000.
- Autres choses, Nouvelle Galerie, Grenoble, 1999.
- Quelques choses, La Halle, Pont-en-Royan, 1999.
- Tout est vrai, Luxe 2000, Lyon, 1999.
- Project room, Galerie Georges-Philippe et Nathalie Vallois, Paris, 1998.